# 撒丁
撒丁（發音：[sarˈdeɲɲa]，發音：[saɾˈdiɲːa]）是一個位於意大利半岛西南方的岛屿，是地中海的第二大岛，仅次于西西里，也是意大利的一个特殊地位大区。其地理位置在科西嘉島南面，西班牙、突尼斯、意大利之间的地中海西部。
撒丁岛附近海域曾盛产沙丁鱼，这可能是“沙丁”鱼一词的由来，是一个年代极为久远的古老岛屿。它的地势崎岖多变，环岛海岸线曲折复杂。 气候温和湿润，是典型的地中海式气候，但高山顶部的积雪可达半年之久。
撒丁岛可说是文化的大汇集，岛上现在还使用着薩丁尼亞語——一种由拉丁语衍生出来的语言。但是在岛的北部，却使用来自伊比利亚半岛的加泰罗尼亚语。到了岛的南部地区，使用的又是“利西亚”方言。因此，即使是意大利本土人，也可能完全不懂其意思而无法沟通。 还保留着其独特的传统节日——赛马节。
岛上盛行饲养猪、羊等家畜，在内陆地区，还可以看到往日那些牧羊人的生活状况。在海拔大约1000公尺的山上小屋里，可看到居民以牛奶制成奶酪，加上自制的蜂蜜，涂在麵包上食用。 著名休闲胜地，要数东北方的翡翠海岸。在长达80公里的碧绿色海岸线上，排着一处处现代高级休闲场所，吸引了欧洲很多上流社会人士来此度假。 虽然该岛北部的海岸地带是豪华的休闲胜地，但在其内陆地区和一些小渔村却保持着以往的生活方式，并且继续守护着自己特有的语言、食物和风俗习惯。
撒丁岛东北的奧爾比亞镇是与意大利半岛通航的主要海港。

## 地理
撒丁島為地中海第二大島（小於西西里島，大於科西嘉島），面積達24,000平方公里。其坐落於北緯38°51'和41°18'與東經8°8'和9°50'之間。島嶼西側為薩丁尼亞海，東側則為第勒尼安海，兩座海都為地中海的一部分。其周圍的陸地，由北邊開始順時鐘方向分別為：科西嘉島、意大利半島、西西里島、突尼西亞、巴利亞利群島與普羅旺斯。撒丁島與義大利本土隔著第勒尼安海，在北邊則有博尼法喬海峽與法國的科西嘉島隔海相望。
撒丁島的海岸長達1849公里，其中多為峭壁岩岸。與相對較為筆直延伸的海岸線。當中有許多突出的海岬，與不少寬闊幽深的海灣和谷灣、出海口或更小的島嶼點綴其間。
撒丁島有著較為古老的地質年代，並且與義大利本土和西西里島不同，並不處在地震帶上。其陸塊最早可以追朔至古生代（約為5億年前）。由於長時間的侵蝕作用，島上的高地由下列岩石構成:花崗岩、片岩、粗面岩、玄武岩、砂岩、白雲石與石灰岩，其平均高度介於300至1,000公尺之間。島上最高峰為马尔莫拉山（1,834公尺），為島中央真纳尔真图山脈的一部分。其他山脈還包括了拉苏山（1,259公尺）與東北邊的林巴拉山（1,362公尺）。島上的山脈與高地之間坐落著許多沖積平原與谷地。
撒丁島主要的幾條河流包含了:最長的蒂爾索河（152公里）、科吉納斯河（115公里）與弗盧門多薩河（127公里）。島上總共有54座水庫與水壩，為當地居民提供自來水與電力服務。其中最大的有奧莫代奧湖（29平方公里）與科吉納斯湖（17.8平方公里）兩座人工湖。而島上唯一的天然淡水湖則為巴拉茨湖湖面面積僅有0.6平方公里。一些廣而淺的鹹水潟湖則廣泛分布在撒丁島漫長的海岸線上。

### 氣候
撒丁島上不同地區之間呈現出極為多變的氣候，這是由於緯度與海拔差異所致。島上的氣候可以基本上被分為兩種，地中海式氣候與海洋性氣候。

## 教育
根據國家統計研究所(Istat)於2001年所進行的普查，64歲以下人口的識字率為99.5%, 而總體識字率(包含65歲以上的群體)為98.2%。男性文盲比例(65歲以下)為0.24%而女性為0.25%。女性完成高等教育的比例則比男性高出10到20%。撒丁島的中輟率在義大利各省分中排名第二。
撒丁島上有兩所公立大學，萨萨里大学與卡利亚里大学，分別成立於16和17世紀。2008年當地共有48979名學生就讀於此。

## 圖庫

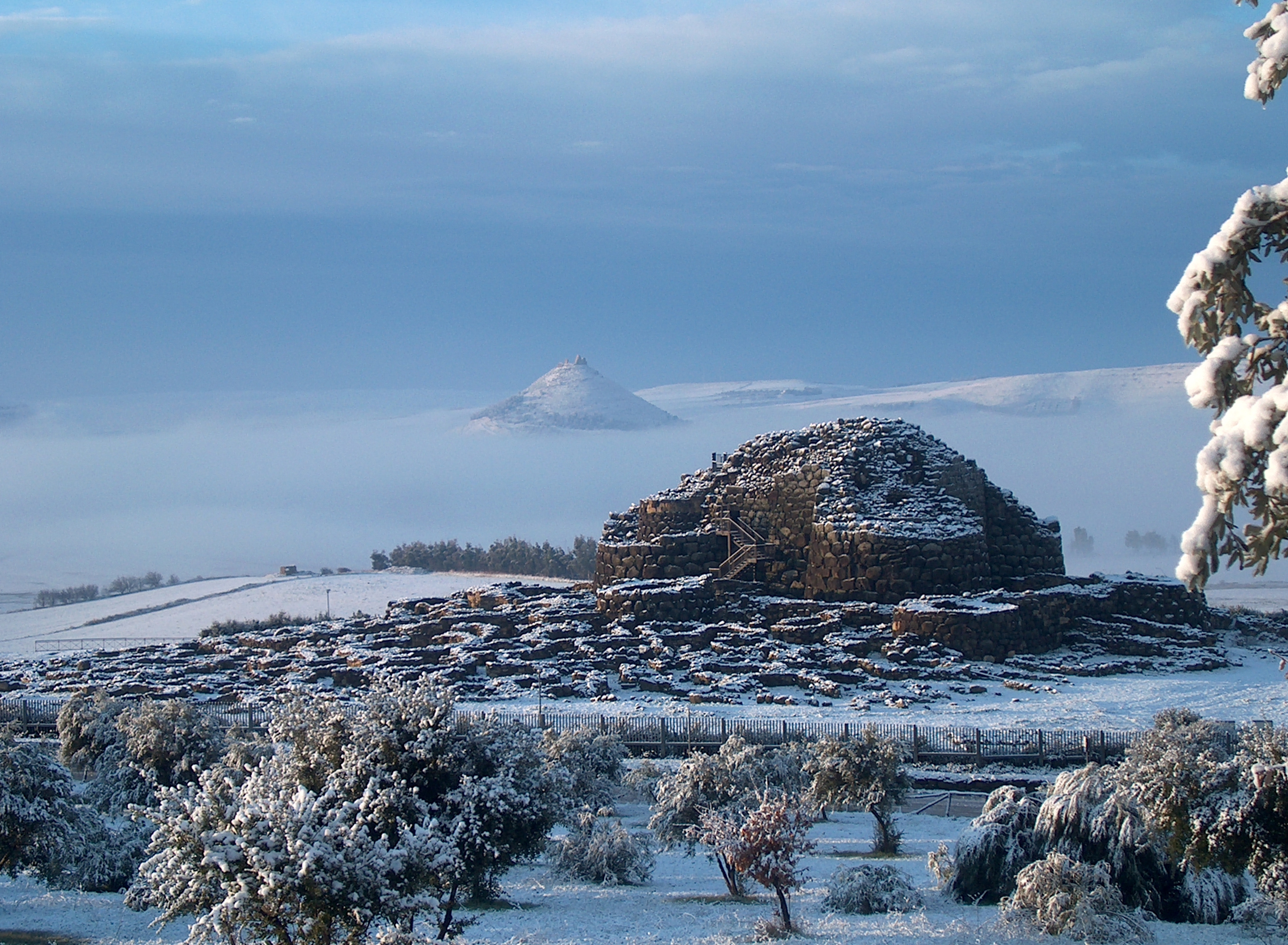
努拉喜
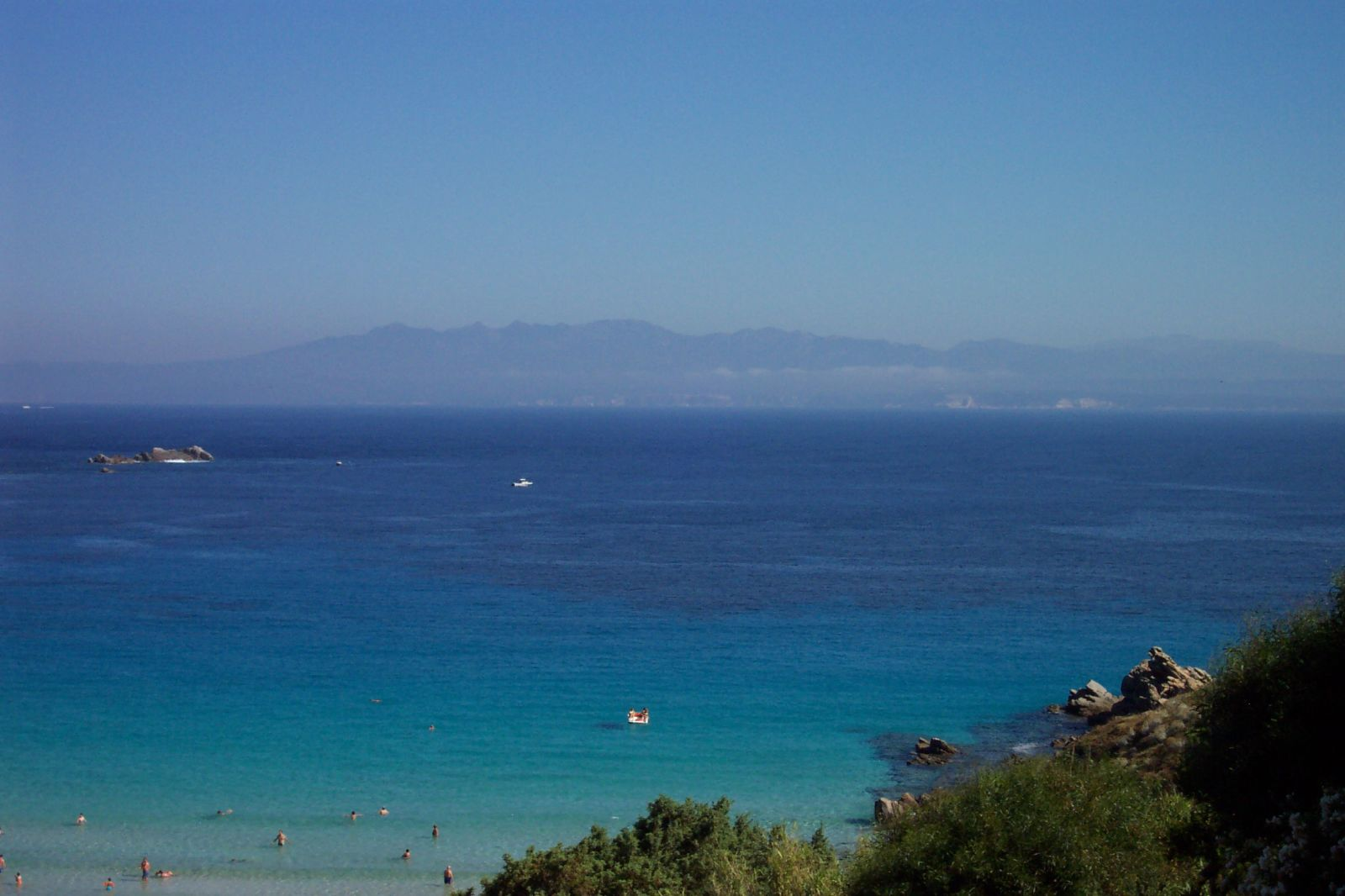
由圣特雷莎-加卢拉眺望科西嘉島之南面海岸
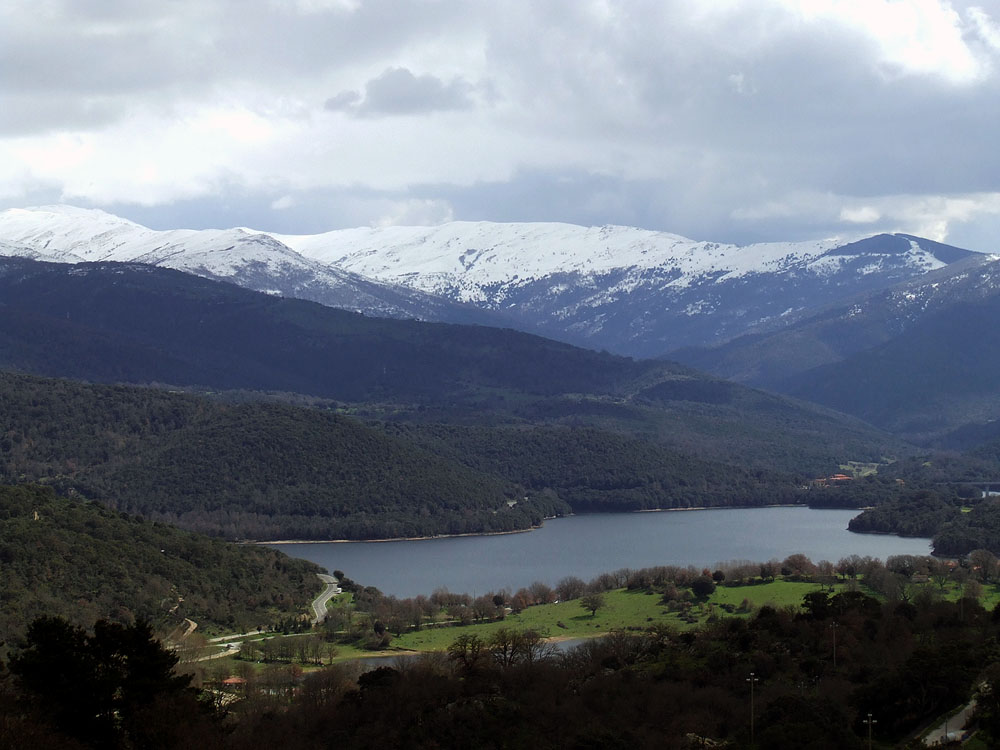
真圖山景色
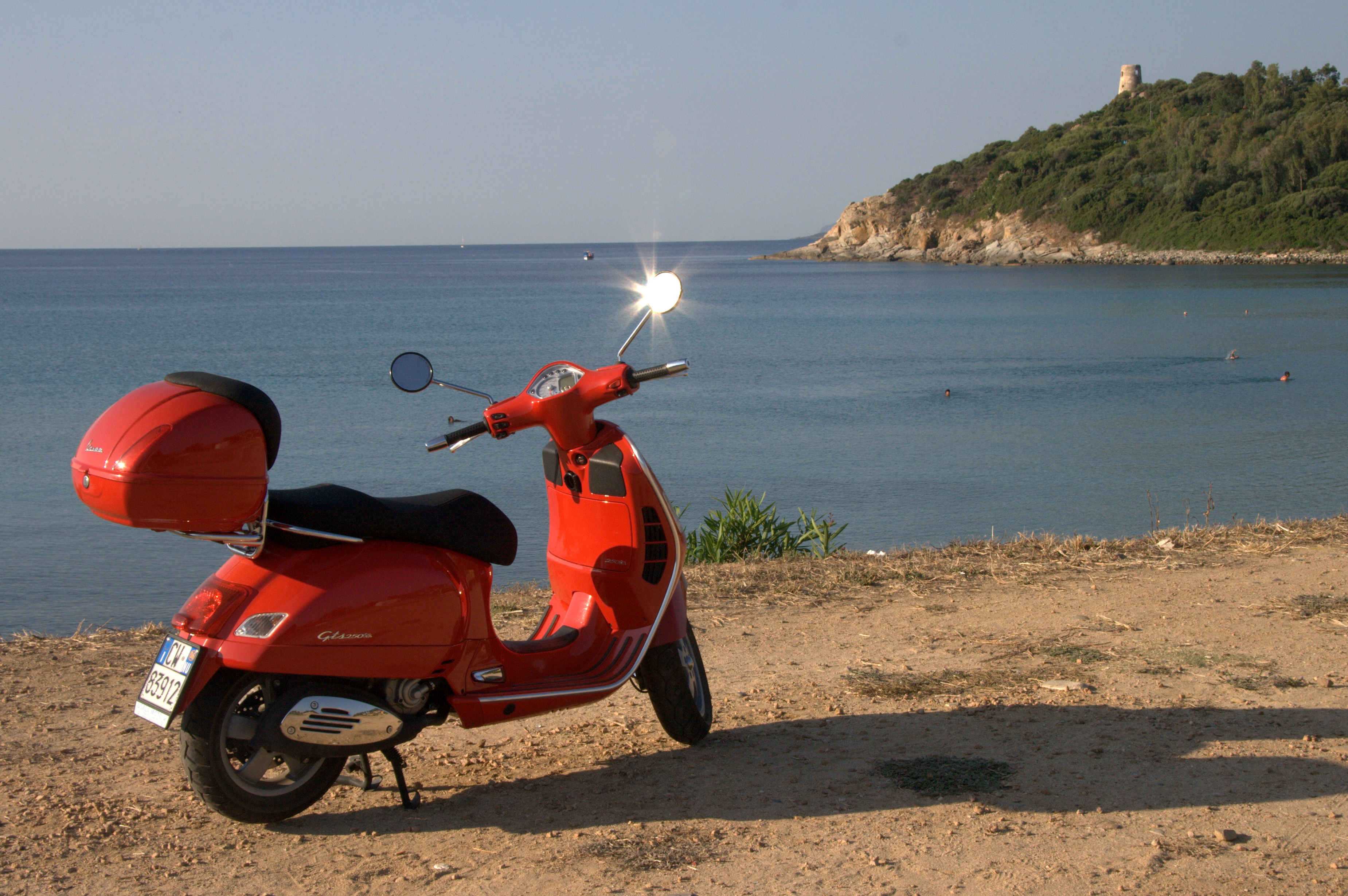
海岸遠方的古燈塔
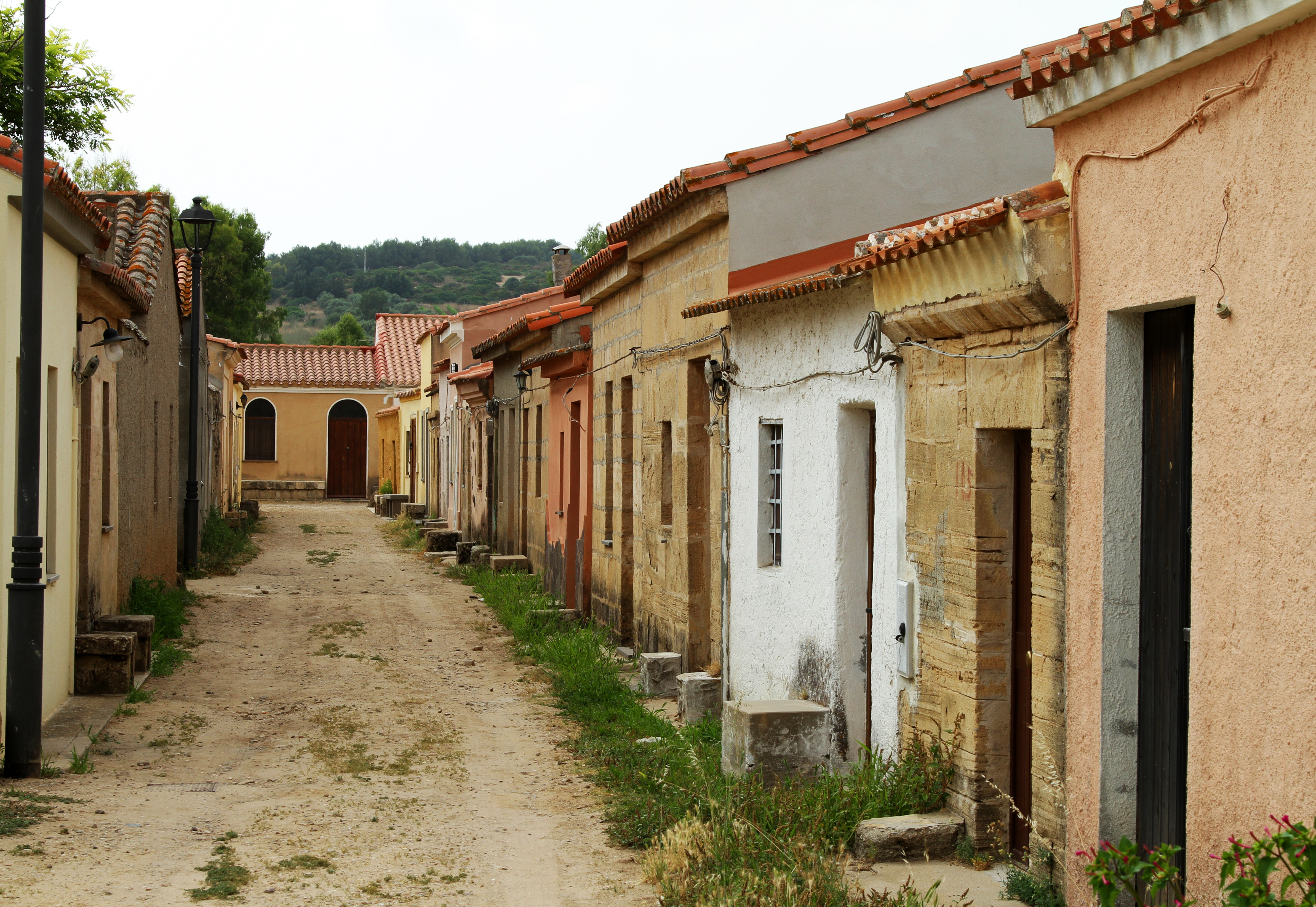
老城區
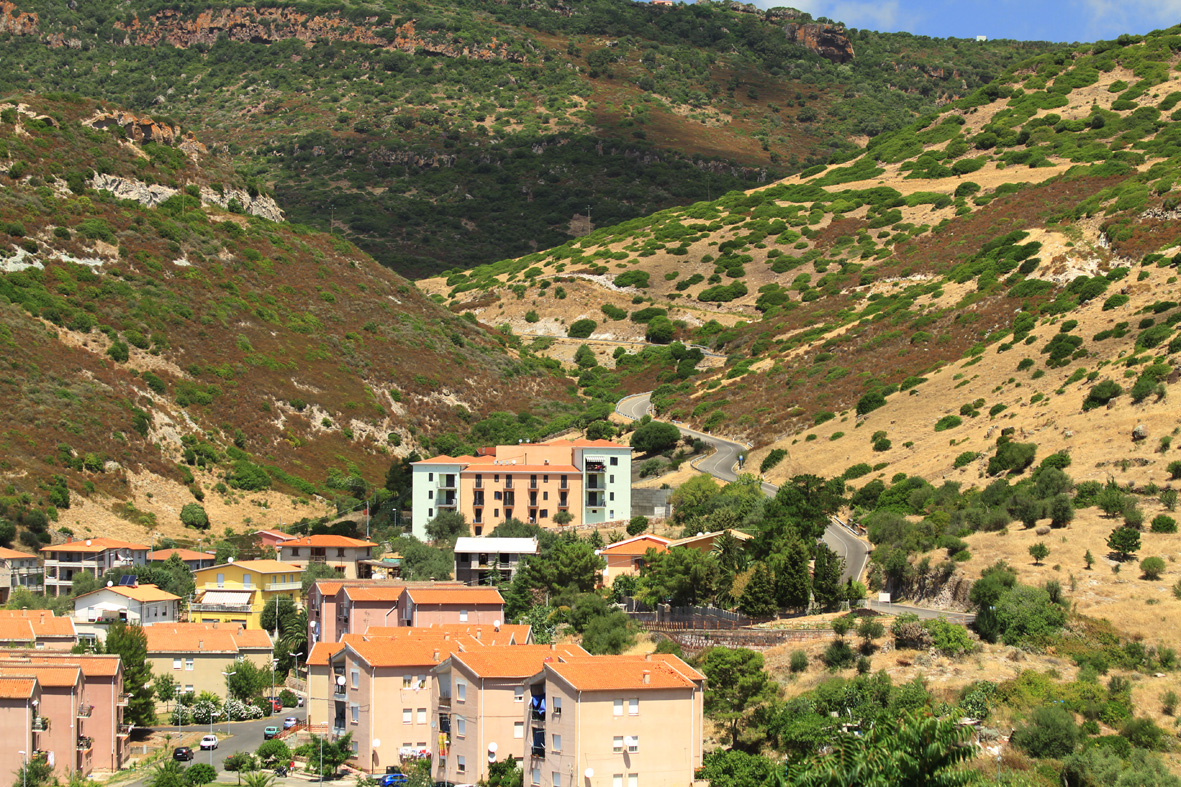
博薩街
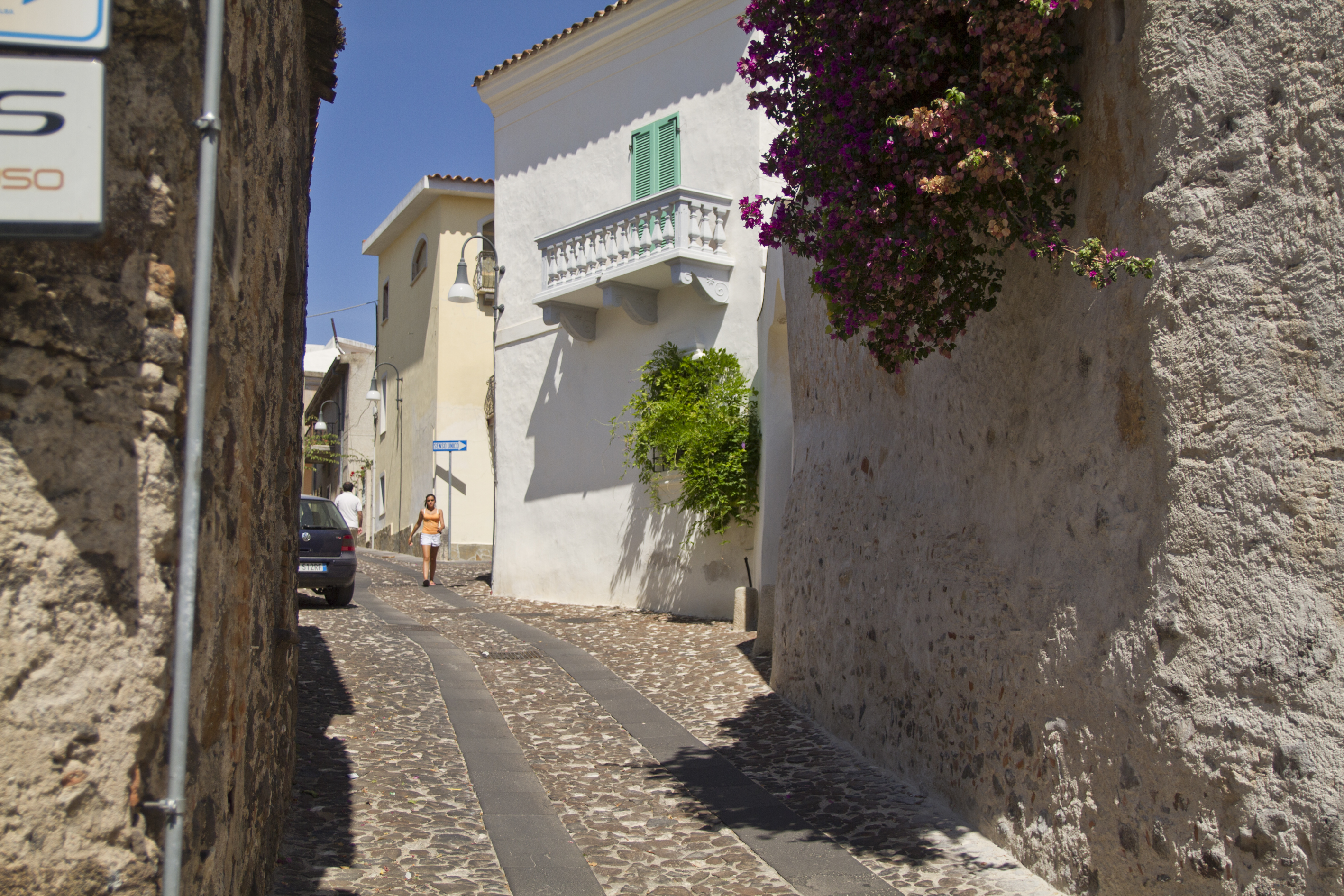
地中海式洋房
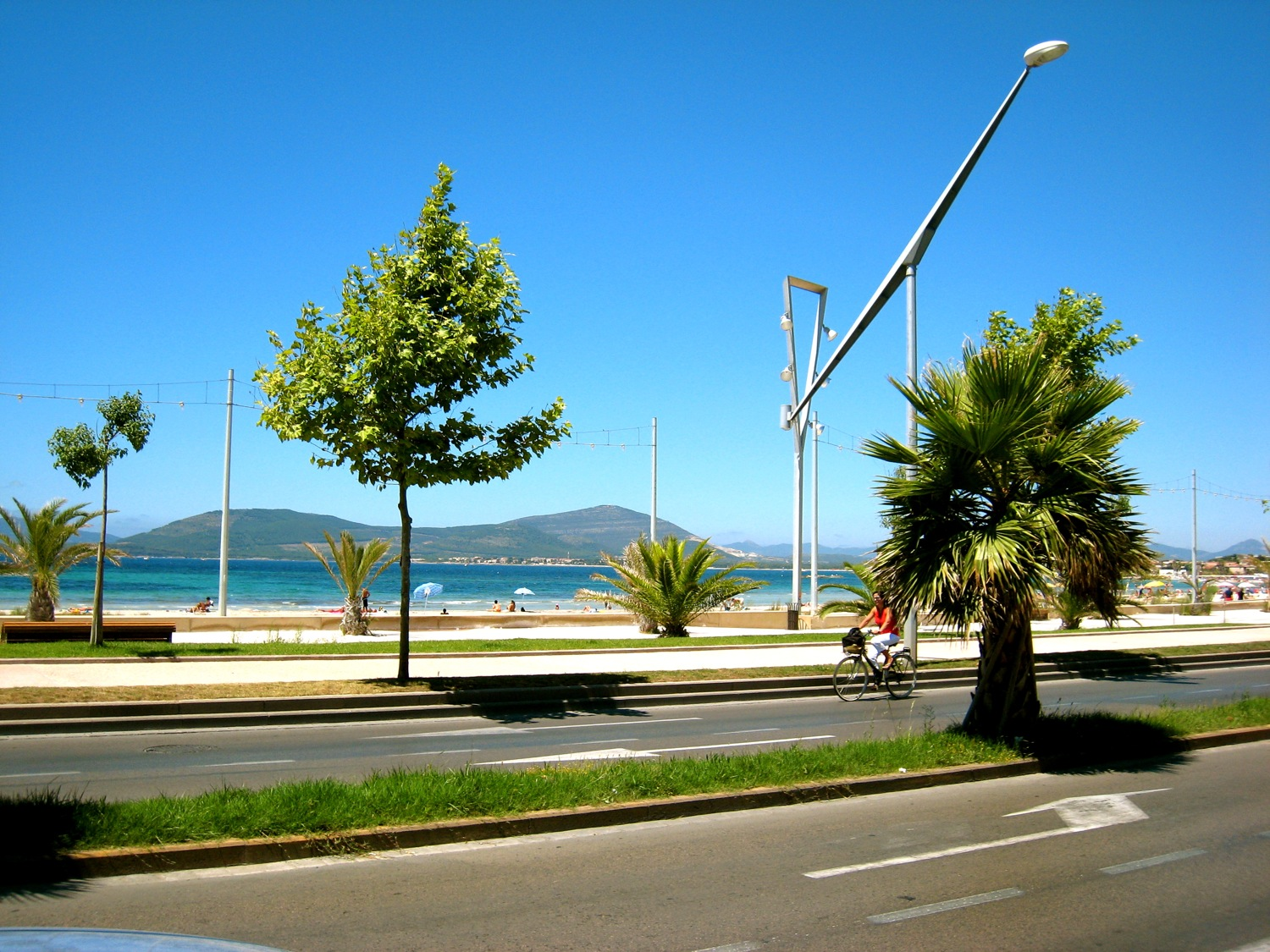
環島高速路
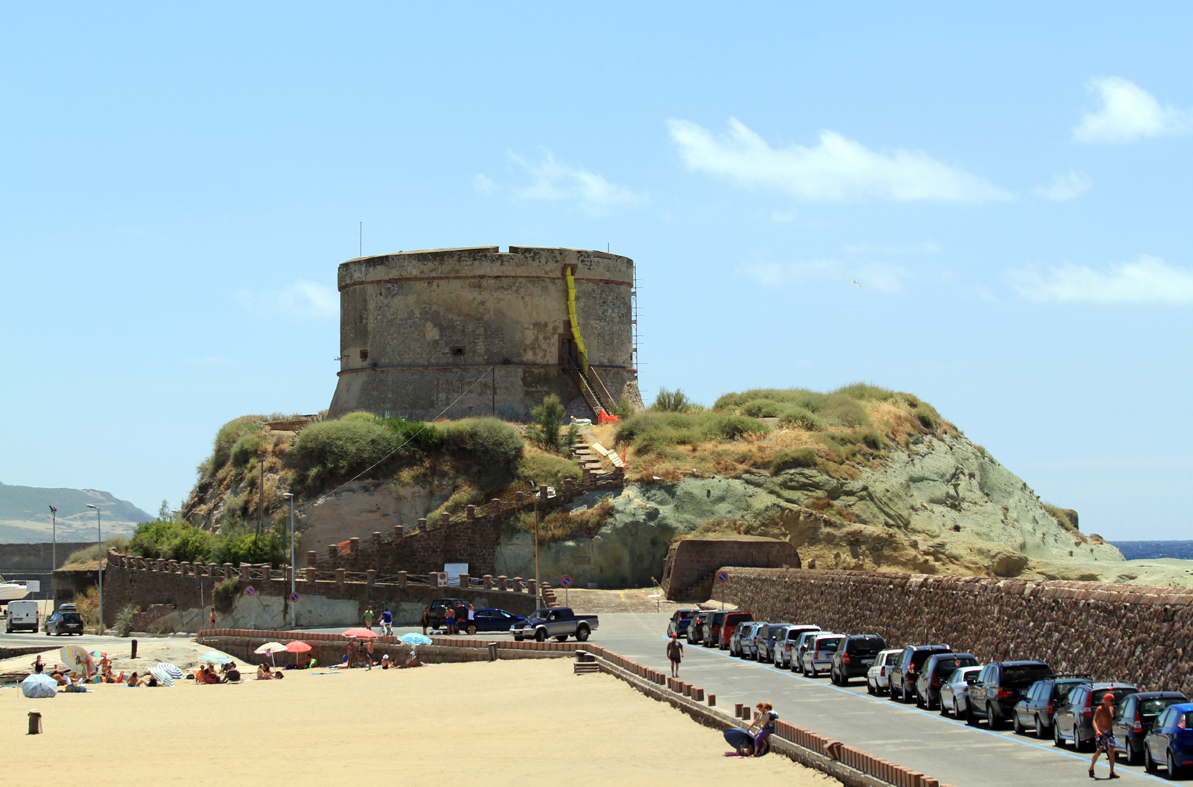
Aragonese塔
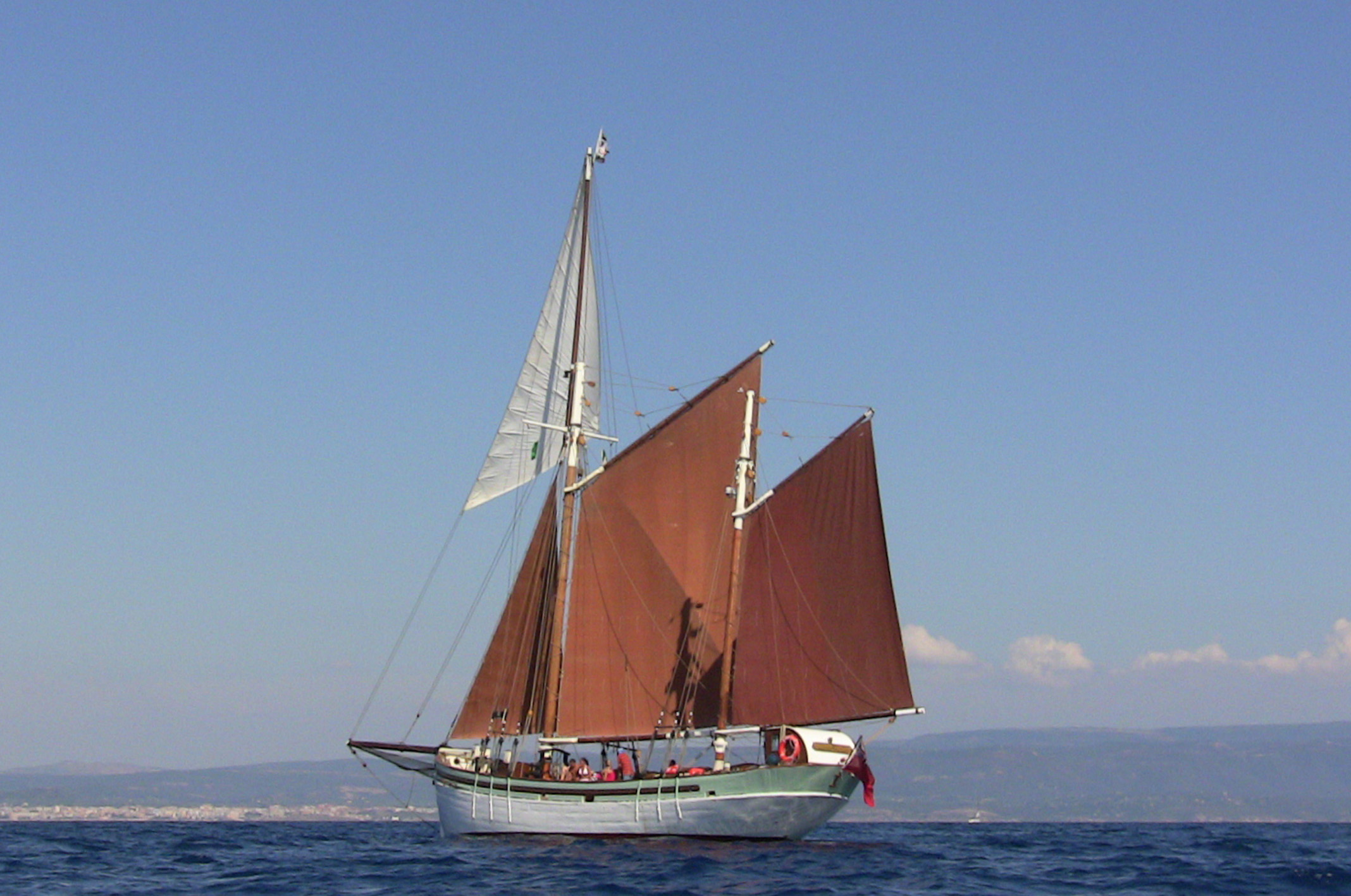
帆船遊覽活動
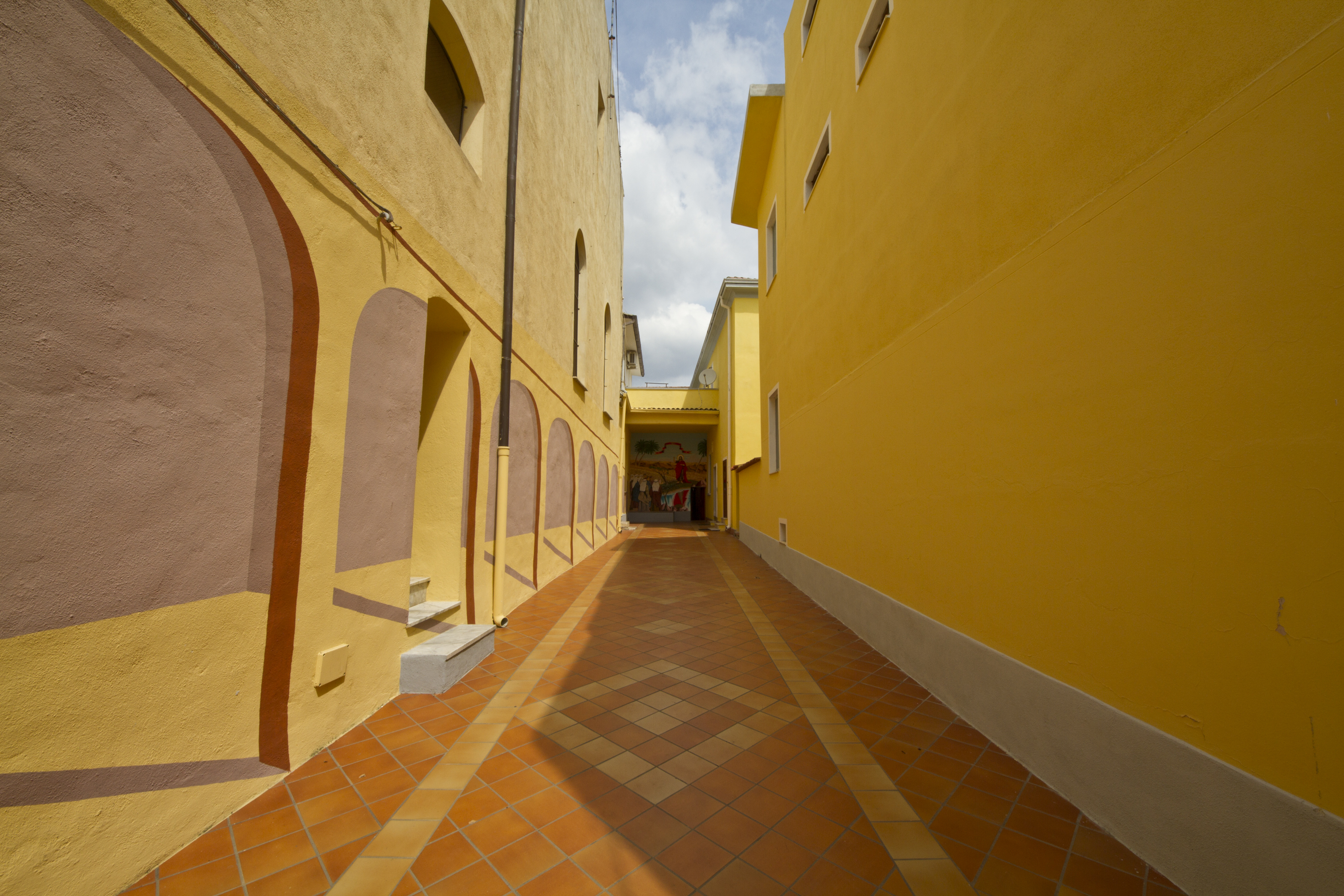
貝克鎮壁畫